# 新薩福克 (紐約州)
新薩福克（英語：New Suffolk）是位於美國紐約州薩福克縣的普查規定居民點。

## 人口
根據2020年美國人口普查的數據，新薩福克的面積為1.58平方千米，當中陸地面積為1.44平方千米，而水域面積為0.14平方千米。當地共有人口403人，而人口密度為每平方千米255.06人。